# Ōkubo Tadaoki
Pour les articles homonymes, voir Ōkubo.
Ōkubo Tadaoki est un nom japonais traditionnel ; le nom de famille (ou le nom d'école), Ōkubo, précède donc le prénom (ou le nom d'artiste).
Ōkubo Tadaoki (大久保 忠興) (24 janvier 1715 - 22 novembre 1764) est le 4e daimyō du domaine d'Odawara situé dans la province de Sagami, (moderne préfecture de Kanagawa) au milieu de l'époque d'Edo de l'histoire du japon. Son titre de courtoisie est Dewa no Kami.

## Biographie
Né au château d'Odawara, Ōkubo Tadaoki est le fils ainé d'Ōkubo Tadamasa, 3e daimyō d'Odawara. Il devient chef du clan et daimyō d'Odawara à la mort de son père en 1732. Il occupe un certain nombre de postes de cérémonie mineurs dans l'administration du shogunat Tokugawa, mais son mandat se distingue par une détérioration constante de l'état des finances du domaine, qui souffre encore des séquelles du séisme de l'ère Genroku (en) et de l'éruption du mont Fuji de l'ère Hōei. Tadaoki met en œuvre diverses mesures d'austérité, cumulant avec la restructuration de 80 pour cent des obligés du domaine en raison d'un état de quasi-faillite. Il se retire de la vie publique en 1763 avec ces problèmes en suspens et meurt de maladie le 2 novembre 1764 dans la résidence du domaine à Edo. Sa tombe se trouve au Saisho-ji, temple du clan situé dans l'arrondissement de Setagaya à Tokyo.
Takaoki est marié à une fille de Yanagisawa Yoshisato, daimyō du domaine de Yamato-Kōriyama dans la province de Yamato.

## Source de la traduction
- (en) Cet article est partiellement ou en totalité issu de l’article de Wikipédia en anglais intitulé « Ōkubo Tadaoki » (voir la liste des auteurs).